# Geschichte des modernen südafrikanischen Rechts
 Die Geschichte des modernen südafrikanischen Rechts beginnt mit der Entstehung einer niederländischen Siedlung durch Jan van Riebeeck 1652 am Kap der guten Hoffnung. Als Rechtssystem der bald durch die Ansiedlung von Niederländern, Hugenotten und Deutschen prosperierenden Kolonie etablierte sich das gemeine Recht holländischer Prägung. Dieses römisch-holländische Recht (afrik. Romeins-Hollandse reg, engl. Roman-Dutch law) blieb auch dann noch geltendes Recht, nachdem das Kapland 1806 zur englischen Kolonie geworden war – paradoxerweise wurde nur drei Jahre später in den Niederlanden das römisch-holländische Recht auf Befehl Napoleons durch den französisch-rechtlichen Code civil ersetzt.
Der Wechsel der Kolonialherren blieb jedoch nicht ohne Einfluss auf das Rechtssystem. Besonders im Beweis- und Prozessrecht gestalteten die Briten das Rechtssystem nach Vorbild des englischen Common Law. In Rechtsgebieten, die – wie das Wertpapier-, Konkurs-, Seehandels-, Versicherungs- und Gesellschaftsrecht – den raschen Neuerungen des Geschäftsverkehrs unterlagen, lag es nahe, die Lücken des römisch-holländische Rechts durch die Übernahme britischer Gesetze zu füllen. Als dritter – und unauffälligster – Weg drang das englische Recht durch das an diesem geschulte Personal der Richter- und Anwaltschaft in die Kapkolonie ein.
Ein Einschnitt für die Rezeption des Common Law markiert der Zusammenschluss der Kapkolonie mit den Burenrepubliken 1910 zur Südafrikanischen Union. Es entwickelte sich in der Bevölkerung ein zunehmendes Gefühl der Unabhängigkeit von Großbritannien, das im juristischen Bereich durch die Emanzipation der Universitäten vom Mutterland gekennzeichnet ist: Die an südafrikanischen Universitäten ausgebildeten Juristen entdeckten die Quellen des römisch-holländischen Rechts für sich neu und passten sie mithilfe seiner Grundprinzipien an die Gegebenheiten der Zeit an, ein Prozess, der bis in die Gegenwart andauert. Am deutlichsten ist dies im Bereich des Sachen-, Familien- und Erbrechts. So kennt das südafrikanische Recht – im Gegensatz zum Common Law – in römisch-germanisch-rechtlicher Tradition nach wie vor das Einheitseigentum, das definitorisch klar von den beschränkten dinglichen Rechten und dem Besitz geschieden wird. Der Trust, als typisches Rechtsinstitut des Common Law, ist in Südafrika unbekannt, seine Funktion wird von römisch-holländisch-rechtlichen Instituten wie Fideikommiss, Vertrag zugunsten Dritter und Schenkung zu frommen Zwecken (donatio ad pias causas) übernommen.
Das Recht Südafrikas ist insgesamt somit weder dem Common Law noch dem römisch-germanischen Rechtskreis klar zuzuordnen, sondern eine Mischrechtsordnung:

Like a jewel in a brooch, the Roman-Dutch law in South Africa today glitters in a setting that was made in England. Even if it were true (which it is not) that the whole of South African private and commercial law had remained pure Roman-Dutch law, the South African legal system as a whole would still be a hybrid one, in which civil- and common-law elements jostle each other.

„Wie ein Edelstein in einer Brosche glitzert das römisch-holländische Recht heute in Südafrika in einer Fassung, die in England hergestellt wurde. Selbst, wenn es wahr wäre (was es nicht ist), dass das gesamte südafrikanische Privatrecht und Handelsrecht reines römisch-holländisches Recht geblieben wären, wäre das südafrikanische Rechtssystem als Ganzes noch ein Hybrid, in dem sich Elemente der römisch-germanischen und englischen Rechte gegenseitig anrempeln.“